# Arte de la lengua yunga
El Arte de la lengua yunga es una gramática descriptiva del idioma mochica o yunga, compuesta por el sacerdote diocesano Fernando de la Carrera Daza y publicada en Lima en 1644. Su título completo original fue «Arte de la lengva yvnga de los valles del Obiſpado de Truxillo, con un Confeſſonario, y todas las Oraciones Chriſtianas, traducidas en la lengua, y otras coſas». Es la única gramática comprensiva de esa lengua escrita cuando esta era vital. Forma parte de la tradición de gramáticas coloniales del Nuevo Mundo.

## El libro lambayecano impreso más antiguo
El primer libro impreso de origen lambayecano del que se conocen pruebas es el Catecismo de la lengua yunga o quichua y española, de Roque de Cejuela. Radamés Altieridice que se obtuvo permiso para imprimirlo y venderlo en 1596, sabiendo que este era vicario del pueblo de Lambayeque. Ya que en la actualidad se desconoce su paradero, el Arte de la lengua yunga se convierte en el libro impreso más antiguo de origen netamente lambayecano que se tenga físicamente, siendo publicado en 1644.

## Fuente en otras ciencias

### Historia del departamento de Lambayeque
Los testimonios de Carrera nos otorgan una historicidad del siglo XVII del departamento de Lambayeque y sus regiones circundantes, así como de personajes que protagonizaban aquella época, la forma en que escribían, los diversos topónimos, costumbres, etc.

### Teología católica
Este arte no es una gramática pura, sino que también contiene un corpus de oraciones, himnos, sacramentos para el altar y matrimonios que cubren una buena parte de su extensión, esto con el fin de catequizar los lugares donde se habla esta lengua yunga.

## Sobre el términoyunga

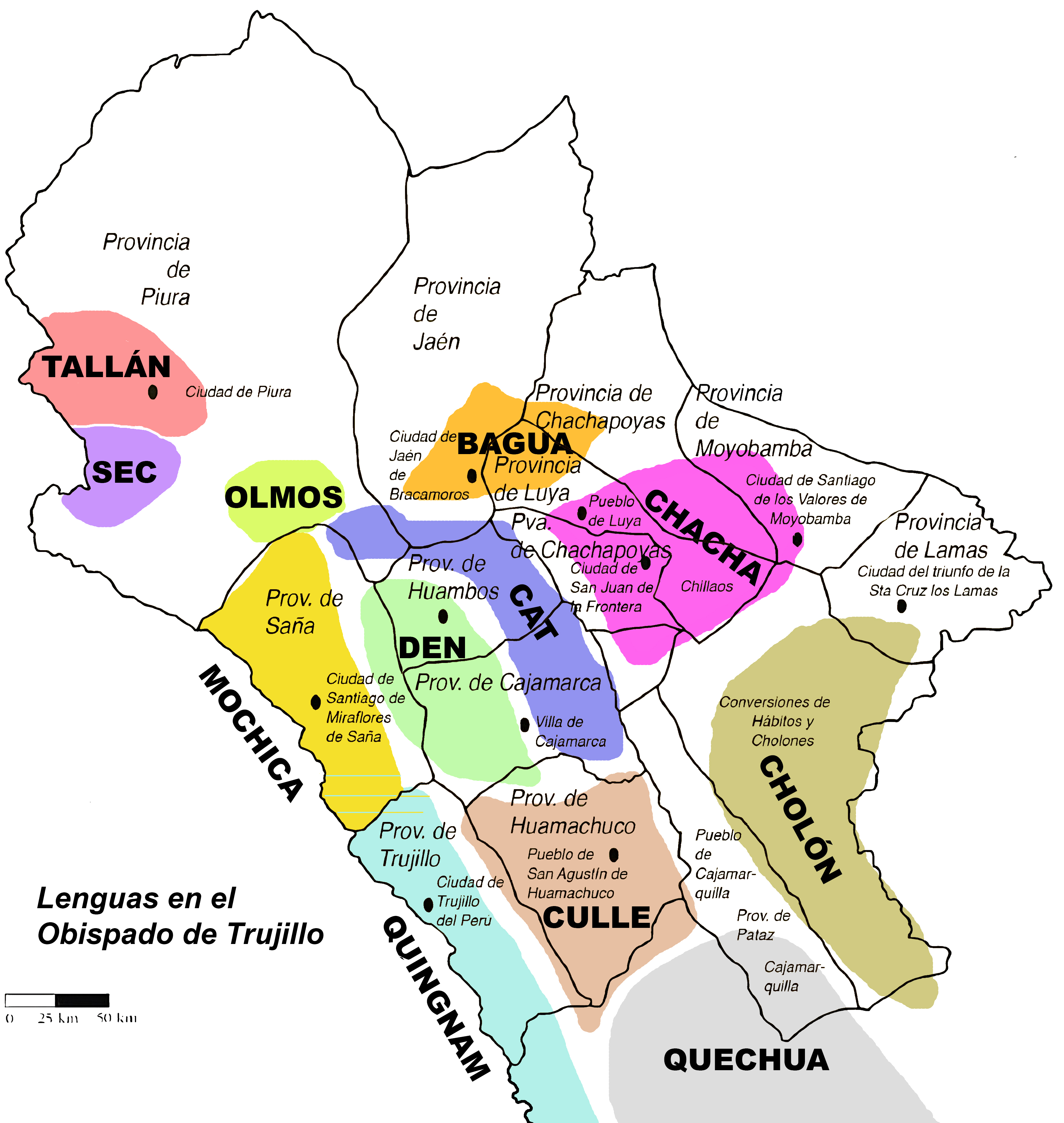
Distribución geográfica aproximada de las lenguas indígenas del norte del Perú en el siglo XVI. La lengua mochica o yunga se marca en amarillo.

Entiéndase al yunga de Fernando de la Carrera como el idioma hablado, como lengua materna, generalmente en la región de Lambayeque.
Carrera lo usa en su título Arte de la lengua yunga, y también en la forma poseída: yungaio.

### El yunga carreriano como «yunga clásico» (o mochica clásico)
Por lo general, una lengua clásica es una lengua dotada de prestigio dentro de una determinada cultura como portadora de una literatura que allí se considera clásica: antigua, fundadora, digna de ser enseñada e imitada. El yunga carreriano ha sido una lengua influenciadora como lengua general, y aún después que el mochica ha dejado de usarse, sigue empleándose como fuente primaria. Por estas características puede considerarse lengua clásica, y su obra un texto lambayecano clásico, como demuestra el hecho de que difícilmente se pueda formular una sola frase mochica literaria sin el uso de recursos del Arte de la lengua yunga. 

## Confusión y diferencia entreobispadoyciudadde Trujillo

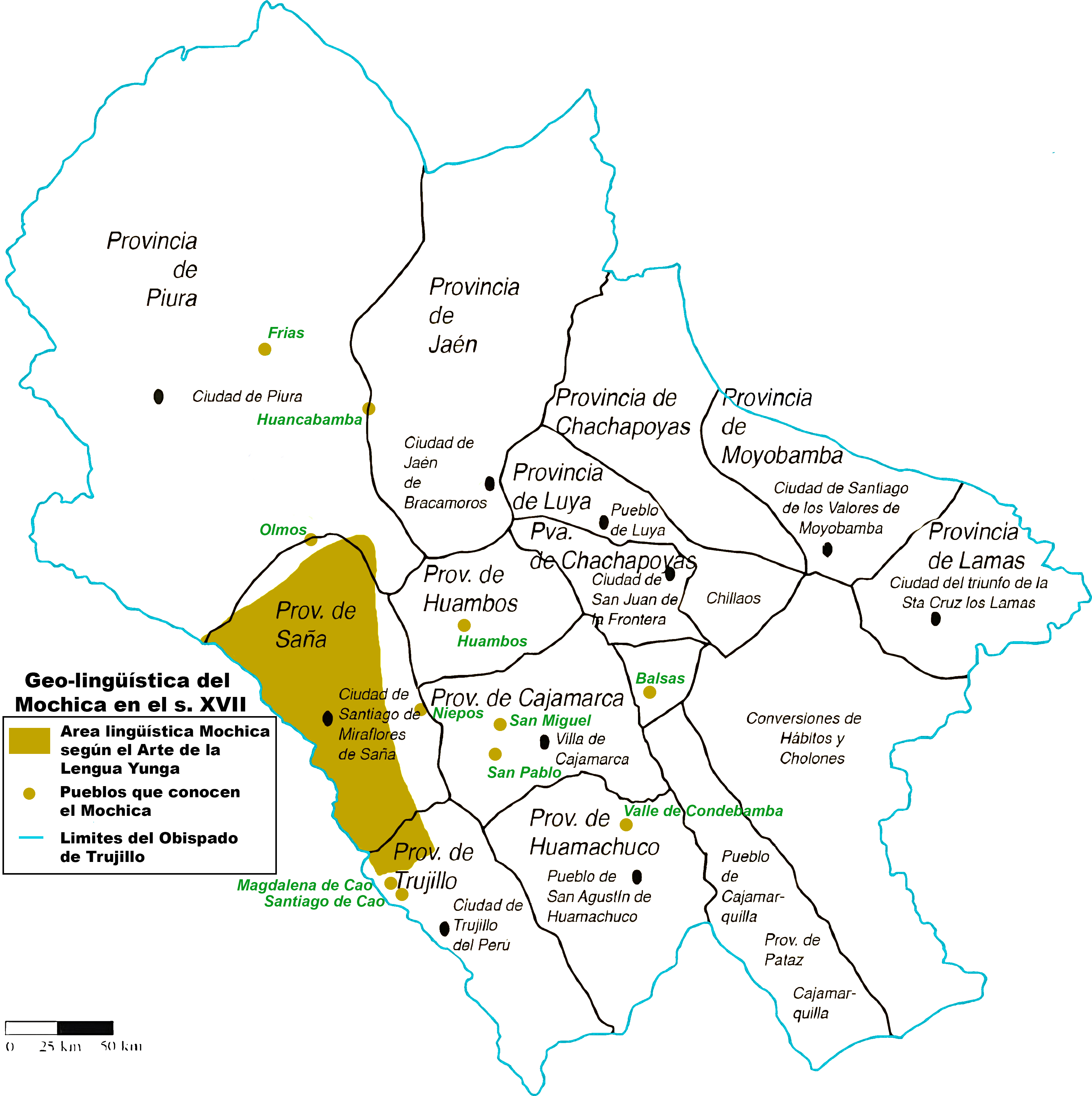
Distribución geográfica aproximada de las zonas mochicahablantes en el siglo XVII.

Existe confusión respecto a la localización geográfica de la lengua. El Arte de Carrera no es un arte de la lengua de los naturales de la ciudad de Trujillo, sino de los naturales del obispado de Trujillo, creado en 1616, y que abarcaba una gran extensión de costa, sierra y selva. Carrera menciona la amplitud de la distribución de esta lengua mochica por gran parte del obispado, y en ningún caso la ciudad de Trujillo:

- En el corregimiento de Trujillo: Santiago, Magdalena de Cao, Chocope, valle de Chicama, Paiján.
- En el corregimiento de Saña: San Pedro de Lloc, Chepén, Jequetepeque, Guadalupe, Pueblo Nuevo, Eten, Chiclayo, San Miguel, Santa Lucía, Parroquia de Saña, Lambayeque con cuatro cuartos, Reque, Monsefú, Ferreñafe, Túcume, Íllimo, Pacora, Mórrope y Jayanca.
- En el corregimiento de Piura: Motupe, Salas (anexo de Penachi), Copis (anexo de Olmos),Frías y Huancabamba.
- En el corregimiento de Cajamarca: Santa Cruz, San Miguel de la Sierra, Ñopos, San Pablo, la doctrina de las balsas del Marañón, una parcialidad de Cajamarca, Cachén, Guambos y otros muchos lugares de la sierra cajamarquina, como el valle de Condebamba.

## Ejemplares
Según Federico Villareal:

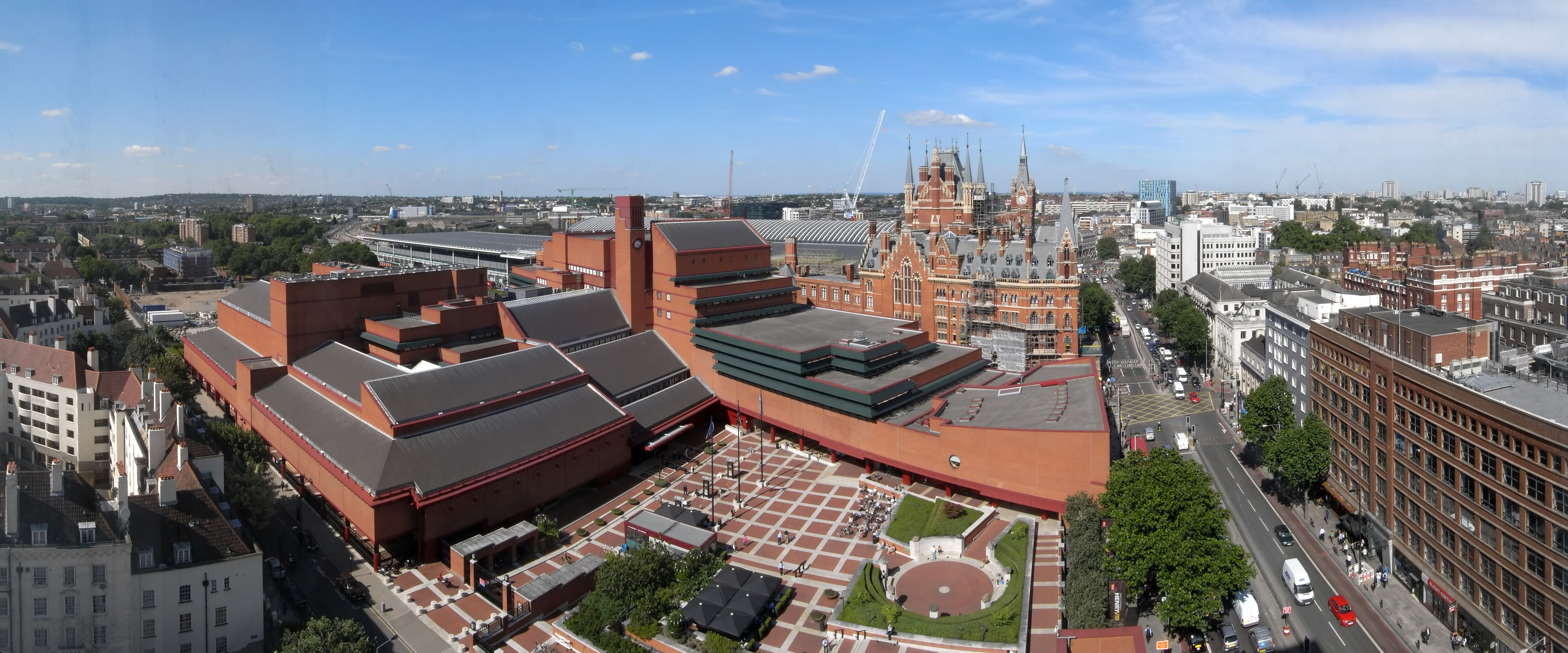
La Biblioteca Británica, una de las bibliotecas donde se halla actualmente un ejemplar del Arte de la lengua yunga.

En 1879, dice el señor M. González de la Rosa que sólo existen tres ejemplares,
1. el que existe en la biblioteca del museo de Ternaux Compans,
2. otro en la biblioteca de Madrid
3. y el tercer ejemplar le pertenecía al doctor Villar que le costó cien soles y dos copias sacadas en Madrid: una por el secretario del lingüista Guillermo de Humboldt y que existe hoy en la biblioteca de Berlín y la que sacó en 1871 el señor González de La Rosa.

## Variantes
Tenemos dos variantes:
1. La variante al Rey

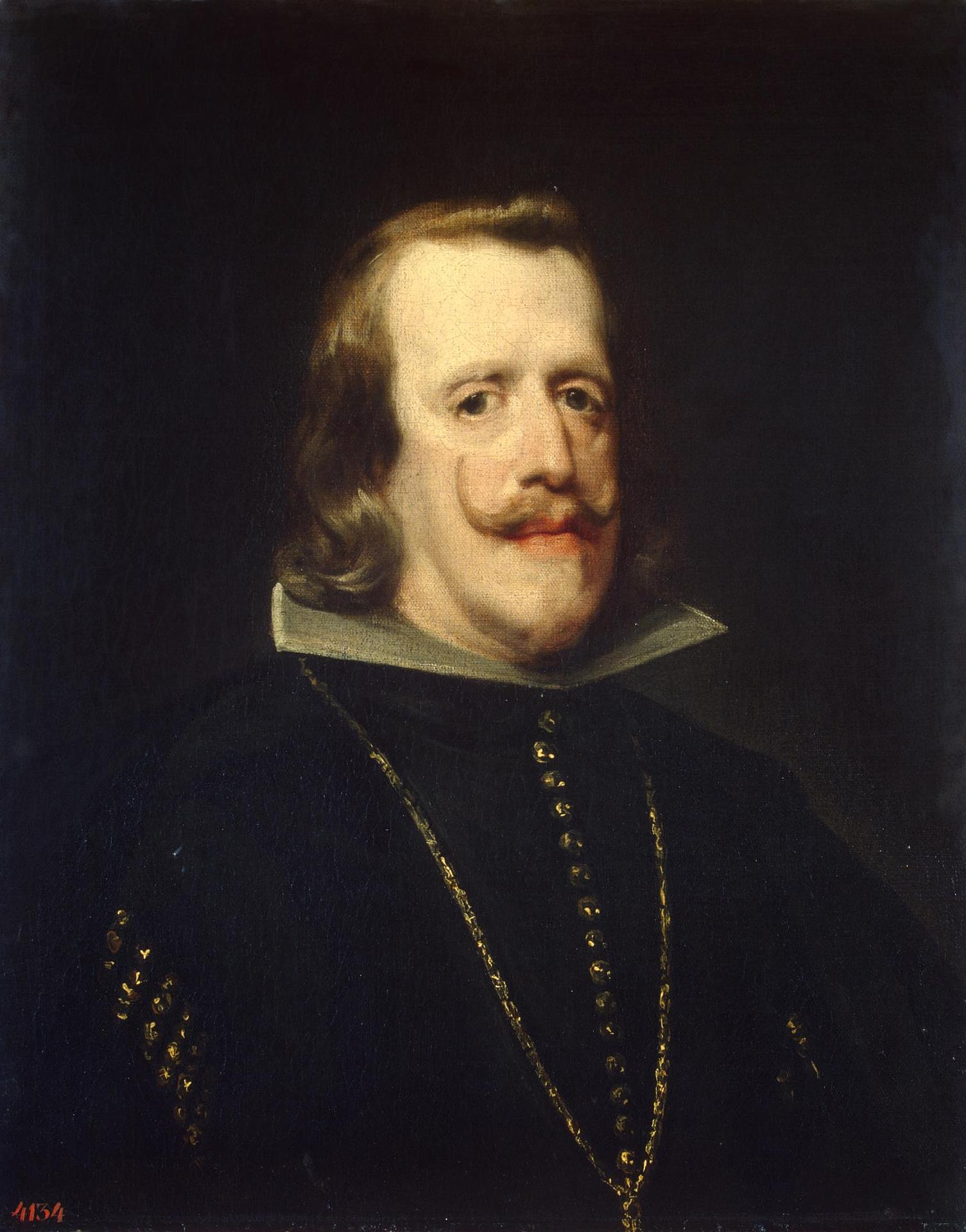
La variante al Rey de Arte de la la lengua yunga parece estar dirigido al rey Felipe IV de España

2. La variante a Matías de Caravantes.

## Sumario
En el Arte de la lengua yunga esta parte no está numerada:
- Aprobación del bachiller Gonzalo Jacinto de Miranda, cura de Lambayeque, y comisario del Santo Oficio en la jurisdicción de Zaña, eminente en esta lengua.
- Suma del privilegio.
- Censura del padre Fr. Marcos García, de la Orden de San Agustín, el más eminente en la lengua yunga que se conoce. Desde el inga acá examinador general en ella, por los señores obispos del obispado de Trujillo.
- Aprobación del Lic. Juan Niño de Velasco, cura rector de la Santa Iglesia Parroquial de Zaña, y muy gran lenguaraz de la lengua mochica, del obispado de Trujillo.
- Licencia de su señoría deán y cabildo sede vacante de la Santa Iglesia Catedral de la ciudad de Trujillo.
- Al Rey N. S. Sacra, Cesárea, y R. M. Señor.
- Al licenciado don Matías de Caravantes, chantre de la Santa Iglesia Catedral de la ciudad de Trujillo, y su obrero mayor por el Rey N. Señor, provisor y vicario general que fue de este obispado, por el ilustrísimo señor don Diego Montoya y Mendoza de buena memoria, guarde Dios.
- Al lector.
- Razón de todos los beneficios adonde se habla esta lengua, que aunque es verdad que se diferencian algunos de otros en pronunciar los verbos y vocablos, en realidad de verdad la lengua toda es una.
- Lo que contiene este volumen es lo siguiente.
- Erratas.
- Del P. Predicador F. Juan de Ayllón, de la orden de nuestro P. S. Francisco, natural, de Lima, al imposible de haber sacado arte de esta lengua yunga, el señor don Fernando de la Carrera.
- Licencia del ordinario.

### Lo que contiene este volumen es lo siguiente
Antes del Arte propiamente dicho aparecen unas reglas para aprender a pronunciar, que se siguen de una cartilla para mejor pronunciar.
- El arte[16]
- Un confesionario[17]
- Ítem todos los nombres de los miembros del cuerpo humano[18]
- Ítem los nombres de las cuatro partes del mundo[19]
- Ítem unas reglas para saber contar[19]
- Ítem las horas del día y de la noche[20]
- Ítem unas formas de amonestaciones, con las preguntas para celebrar el matrimonio, y una plática para los velados, todo en la lengua[21]
- Ítem otra fórmula para administrar el Santísimo Sacramento del altar[22]
- Ítem el símbolo de San Atanasio, traducido en la lengua, para que se sepa explicar el misterio de la Santísima Trinidad[23]
- Ítem las oraciones Cristianas, todas traducidas en la lengua y empieza desde[24]
- Ítem una interlocución sobre la bula de la Santa Cruzada y sus gracias y sobre las penas del infierno[25]
- Ítem una interlocución sobre la embriaguez[26]
- Ítem un acto de contrición, y una oración a Nuestra Señora[27]
- Ítem seis himnos, traducidos en la lengua, los cuales se cantan por los puntos de los latinos, de donde le tradujeron[28]

#### ElArte
Como esta dicho anteriormente, lo que Carrera llama el Arte en realidad son cuatro libros con los siguientes nombres:
- el primero[16] del sustantivo, adjetivo y pronombre.
- el segundo[29] del género.
- el tercero[30] del verbo.
- el cuarto[31] trata lo anterior pero que concuerda con la gramática del latín.

## El alfabeto yunga delArtede Carrera
El alfabeto yunga carreriano consta de 27 letras:
| A | Æ | C | Ç | D | E | F | G | H | ɥ | I | J | L | M | N | Ñ | O | P | Q | R | S | T | U | V | X | Y | Z |
| a | æ | c | ç | d | e | f | g | h | ɥ | i | j | l | m | n | ñ | o | p | q | r | s | t | u | v | x | y | z |

Estas letras necesitan de otra letra para usarse como dígrafos o trígrafos: g,  h, q, ɥ

Dígrafos: ch, cɥ, ll, ng, qu, rr, ss

Trígrafos: tzh, xll

### Letras yungas delArteque no se usan en el español actual

Vocal que el Arte de la lengua yunga escribe claramente ligado, diferente de las formas œ, ae y oe.

Son tres, la letra latina h girada (ɥ), la c con cedilla (Ç) y la ligadura ae (Æ). El carácter æ tiende a usarse de forma incorrecta, sea de forma separada como <ae> o como <oe> y su forma ligada <œ>. Estas letras separadas no representan una sola vocal, que es lo que quiso representar Carrera:

Para hablar y pronunciar esta lengua, falta a nuestro abecedario una vocal que los indios tienen de más, y para que haya distinción y conocimiento de esta letra, y no se encuentre con las nuestras, me valgo de un diptongo latino, que es el siguiente : Æ.

Esta vocal de los indios, tiene nombre como las cinco nuestras, pero no se puede escribir su sonido, y aunque tiene principio de E y fin de U, de manera que son dos vocales en una, no es posible poderla escribir, y por esto se deja su explicación al maestro, o a los indios de Reque que sepan leer, a quienes yo se la he enseñado con sonido, porque ellos no lo sabían, ni otro ninguno que yo en el Perú.

Al tratarse de una sola vocal se le llama la «sexta vocal». Posiblemente se trate de algún tipo de vocal central.

## Su complemento: elVocabulario

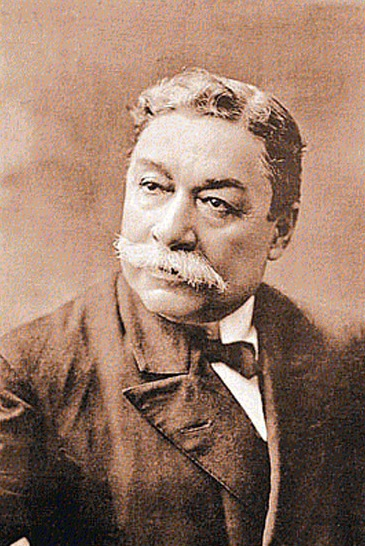
Federico Villarreal fue el primero en realizar un vocabulario basado solamente en el Arte de la lengua yunga en 1921.

Era usual que los predicadores del siglo XVI hicieran un arte siempre acompañado de un léxico o diccionario. En cuanto a esto, Fernando de la Carrera menciona:

que he de hacer un vocabulario muy copioso de toda la lengua, con muchas frases y modos de hablar

No se tiene noticias de este texto por ahora. Sin embargo, existen tres vocabularios basados en el Arte de la lengua yunga. En la obra La lengua yunga o mochica según el arte, en La lengua de Naimlap (reconstrucción y obsolescencia del mochica) y en el Diccionario mochica-castellano castellano-mochica.

## Menciones destacadas en lengua yunga
A continuación se dará la mención en lengua yunga, seguida por la traducción otorgada por Carrera. Se escribe aprox. en los casos en que se trate de una traducción actual aproximada no hecha por Carrera.

### Sobre Lambayeque

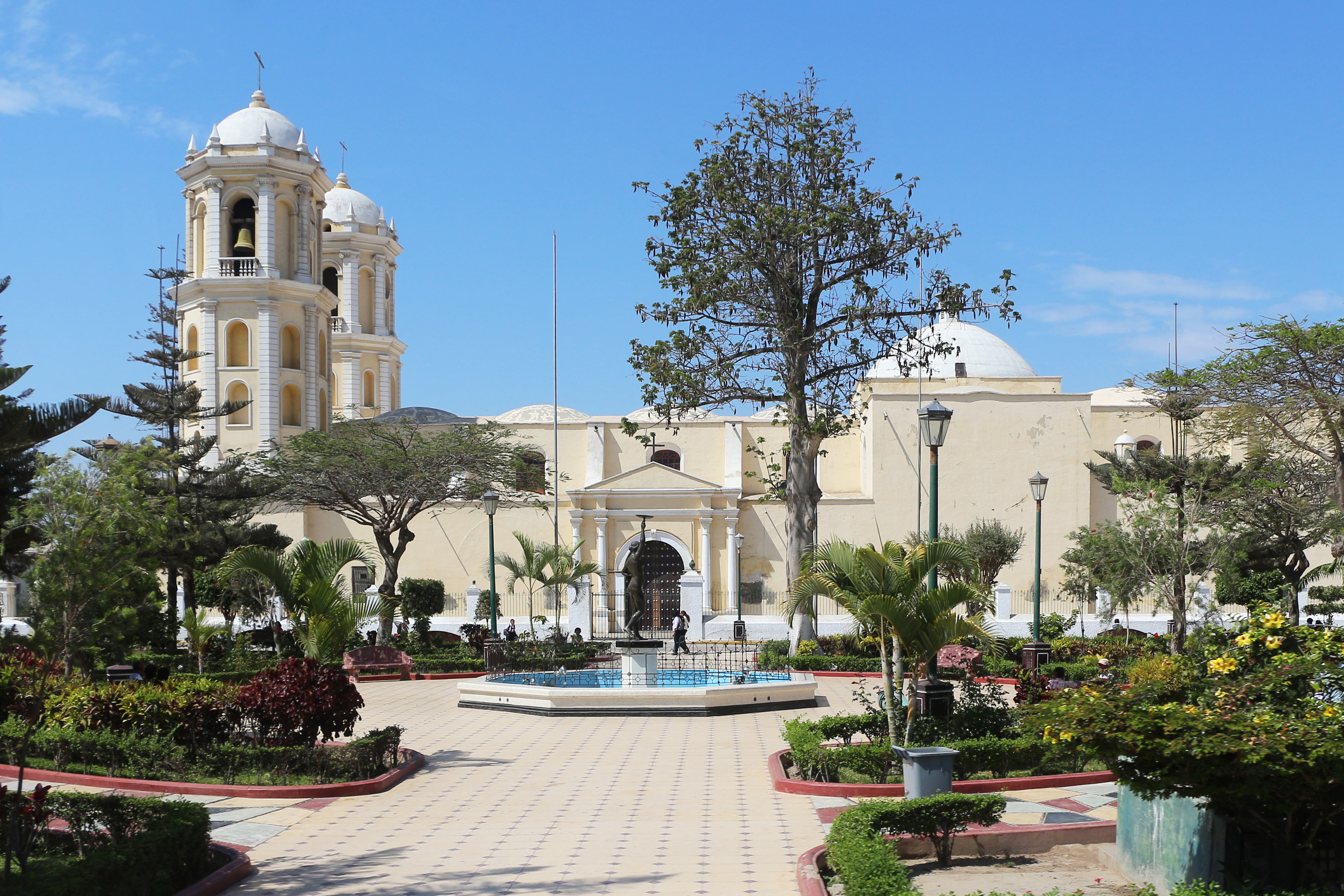
Es en la ciudad de Lambayeque donde habría aprendido en su niñez Carrera la lengua yunga, pues dice: «[…] soy entendido por haberla aprendido en la niñez en el pueblo de Lambayeque, adonde me crie».

Todas las menciones sobre Lambayeque vienen después de una pregunta, por lo cual se debe tener cuidado con las interpretaciones semánticas tácitas.
- Ñampaxllæc[40]

en Lambayeque
- Ñampaxllæc ich[41]

de Lambayeque
- Ñampaxllæc	[42]

a Lambayeque
- Ñampaxllæc ò iñ tæc[42]

a Lambayeque voy
- ñampaxllæc totna io iñtæc[43]

hacia Lambayeque voy (aprox.)

### Sobre Reque

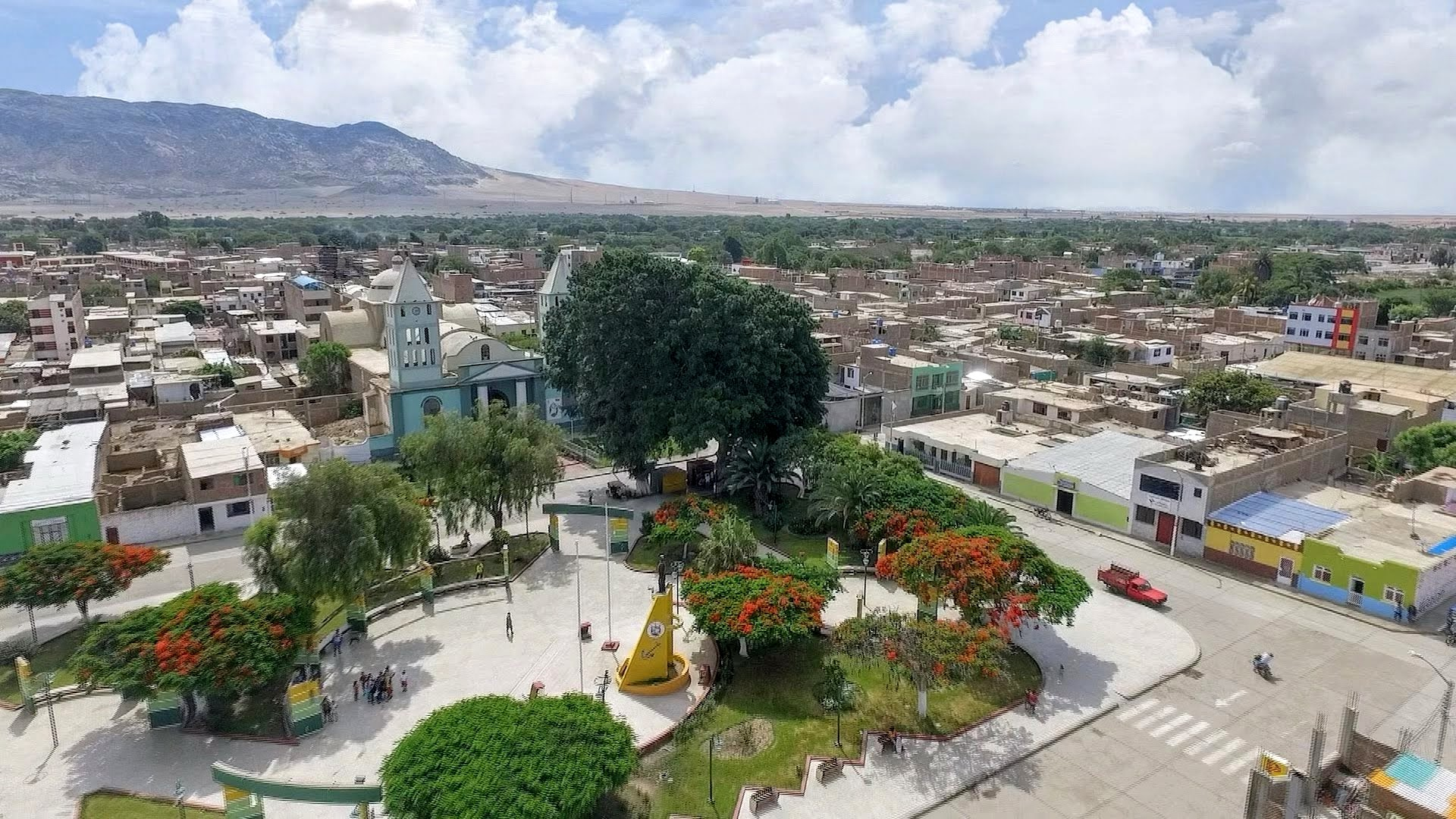
Vista aérea de Reque donde pasaron todos los acontecimientos del Arte de la lengua yunga.

- Lecɥna mutocof Requepô pong æntazta eño pong mæn[44]

Más grande es el cerro Reque que los demás cerros (aprox.)
- Requepô tun[45]

pueblo de Reque

### Sobre San Martín de Tours, patrono de Reque
- Mo Sanc Martin, Dios issap macɥ copæc[46]

Este San Martín, cumple la palabra de Dios (aprox.)
- aie çæn mæich efo San Martin[47]

así como nuestro patrono San Martín (aprox.)

## Comparación del Padre Nuestro del Arte de Carrera con otros textos
El padrenuestro de Carrera (1644):
«Mæich ef, acaz loc cuçiang nic, tzhæng oc mang licæm mæcha, piycan ñof tzhæng cuçias, eiæpmang tzhæng polæng  mæn, mo æizi capæc cuçiang nic mæn. Aio ineng, inengô mæich xllon, piy can ñof allô mo lun. Efque can ñof ixllæss aie aca naix efco xllãg muss eio mæich, çio mæn. Amoz tocæn ñof xllang muss emællæc zær enicnam næm lecɥ nan ef coñof pissin quich Amen».
El Padre Nuestro en Ritvale, sev Manvale Pervanvm (1607), de Jerónimo de Oré:
«Mvchef, acazloc, cuçiagnic, çũq oc licum apmucha, Piycan ñof, çũgcuçias, eyipmãg, çung, poleng, munmo vzicapuc, cuçiangnic mun, Ayoyneng. ynengo, much xllon, Piycam ñof allò molun, ef quecan ñof. yxllis, acan mux efco. xllang museyo. much çiòmun, Amus tocum ñof. xllangmuse yz puçèrenic, namnum, les nan, efco, ñof pissin quich. Amen Iesus».

## Topónimos del antiguo lambayeque en elArtede Carrera

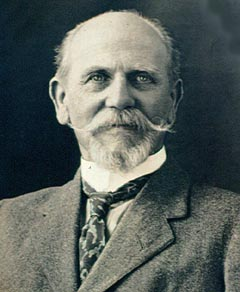
Hans Hinrich Brüning, continuador de los estudios sobre el mochica a inicios del siglo XX.

- Iaianca > Jayanca[50]
- Yllimo > Íllimo[50]
- Xllapcæp > Mochumí[51]
- Moccɥumi > Mochumí[50]
- Ñampaxllæc > Lambayeque[52]
- Cɥiclaiæp > Chiclayo[53]
- Requep > Reque[54]
- Omænssefæc > Monsefú[50]
- Çañap > Zaña[55]
- Mucup > Mocupe[56]
- Namæl > Guadalupe[56]
- Xequetepeque > Jequetepeque[50]

## Reediciones

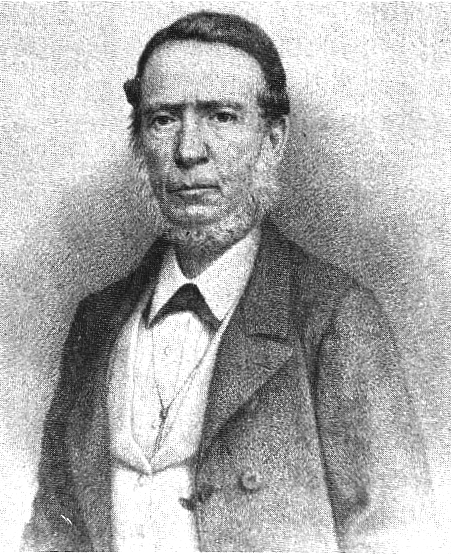
Carlos Paz Soldán, quien realizó una edición del Arte de la lengua yunga en 1880.

El Arte de la lengua yunga después de su publicación en 1644 se vio reeditado en algunas versiones:
- La versión de Paz Soldán (1880): esta versión trajo un boom de interés por conocer sobre la lengua. Entre los que la usaron se encuentran Ernst Middendorf y Hans Hinrich Brüning.
- La versión de Radamés A. Altieri (1939).

## Importancia
- Fuente primaria principal para la investigación de la lengua yunga-mochica.
- No solo es una fuente de información de la lengua, sino que se trata de una fuente de gran calidad lingüística y más precisa que cualquiera otra conocida hasta la fecha.
- Ofrece datos culturales, etnográficos, históricos y culturales sobre Reque.
- Nos da información de la naturaleza geo-socio-lingüística de la lengua mochica clásica de su época.[58]

### Ediciones delArte
- De la Carrera Daza, Fernando (1644). Arte de la lengva Yunga de los Valles del Obiſpado de Truxillo, con un Confeſſonario, y todas las Oraciones Chriſtianas, traducidas en la lengua, y otras coſas.. Lima: Ioseph de Contreras.
- — (1880) [1644].  Paz Soldán, Carlos, ed. Arte de la Lengua Yunga de los Valles del Obispado de Trujillo con un confesionario y todas las oraciones cristianas y otras cosas.. Lima: Imprenta Liberal.
- — (1939) [1644].  Altieri, Radamés Andrés, ed. Arte de la Lengua Yunga. Tucumán: Instituto de Antropología de la Universidad Nacional de Tucumán.